# 1521 a tudományban
Az 1521. év a tudományban és a technikában.

## Születések
- (kb.) – Richard Chancellor angol tengerész, felfedező († 1556)

## Halálozások
- április 27. – Ferdinand Magellan portugál felfedező, a Csendes-óceán névadója. Magellán hajózta körül a Földet elsőnek, ám útja közben meghalt (* 1480)